# Broget læderporesvamp
Broget Læderporesvamp (Trametes versicolor) er en meget almindelig poresvamp, som er udbredt over hele verden. Denne art er egentlig en rådsvamp, men optræder meget ofte som lejlighedssnylter på træstubbe, hvorfra den kan spredes og give anledning til angreb på levende træer. Versicolor betyder 'med mange farver', og det passer, at denne svamp kan findes i mange kombinationer af farver. T. versicolor er velkendt som en medicinsk svamp i den traditionelle, kinesiske lægekunst under navnet yun zhi (forenklet kinesisk: 云芝, traditionelt kinesisk: 雲芝). I Kina og Japan bruges T. versicolor i behandlingen af kræft.

## Udseende
Frugtlegemerne vokser gerne frem i konsolagtige lag. Hatten er flad og op til 8 x 5 x 1 cm, ofte trekantet eller rund med fint behårede bælter. Kødet er 1-3 mm tykt og læderagtigt. Oversiden af frugtlegemet viser typiske, koncentriske bælter i forskellige farver: Rust-brune eller mere mørkebrune bælter afløser beigefarvede og næsten sorte. Enkelte af bælterne kan være silkeagtigt skinnende i sort eller blåsort. På ældre eksemplarer kan der være opstået bælter, hvor der vokser grønalger, hvad der fremkalder grønfarvning. Tilvækstbæltet er hvidt, og hattens rand er bølget, let indskåret og skarp. Porerne er hvidlige til lysebrune, runde og med tiden forvredne og labyrintagtige. Der er 2-5 porer pr. mm.

## Økologi
Broget Læderporesvamp har som sin vigtigste værtsplante Bøg, men også arter af Eg, Birk, Pil og Hassel bliver angrebet. Derudover kan Broget Læderporesvamp findes på en lang række løvtræer og ikke sjældent på nåletræer. Den vokser først og fremmest på stubbe og træstabler, men også på liggende stammer, grene og kviste. Arten findes i alle skovtyper, og desuden også uden for skovene, når blot den finder en egnet vært. Frugtlegemerne er enårige, og alligevel kan arten findes hele året. De friske frugtlegemer dog mest i perioden maj-august.

## Udbredelse
Broget Læderporesvamp regnes for at være udbredt over hele verden. I Danmark hører den til de almindeligste poresvampe og kan findes overalt.

## Betydning
Broget Læderporesvamp er ikke nogen spisesvamp og regnes for ubrugelig. Den er skadelig i skovbruget, og den kan angribe oplagret tømmer eller bygningskonstruktioner. Den bruges en del som staffage i blomsterbinding.

## Galleri
- To varianter af T. versicolor på samme stub.
- Nærbillede af undersiden og porerne hos et ældre eksemplar af T. versicolor.
- Nærbillede af T. versicolor.

Noter
1. ↑  American Cancer Society: Coriolus Versicolor (engelsk)

## Eksterne links
- Rådsvampe i ord og billeder: Trametes versicolor Arkiveret 10. juni 2007 hos  Wayback Machine (tysk)
- Tom Volk: Trametes versicolor (engelsk)
- Mushroom-Collecting.com: Trametes versicolor (engelsk)
- Funghi Vitalia: Coriolus versicolor Arkiveret 20. december 2016 hos  Wayback Machine (italiensk)
- Systematic Botany and Mycology Laboratory Nomenclature Database: Trametes versicolor (Webside ikke længere tilgængelig), U.S. Department of Agriculture, Agricultural Research Service. (engelsk)